# Elezioni parlamentari in Belgio del 1981
Le elezioni parlamentari in Belgio del 1981 si tennero l'8 novembre per il rinnovo del Parlamento federale (Camera dei rappresentanti e Senato). In seguito all'esito elettorale, Wilfried Martens, espressione del Partito Popolare Cristiano, divenne Primo ministro.

## Risultati

### Camera dei rappresentanti
| Liste                                                      | Voti      | %     | Seggi |
| ---------------------------------------------------------- | --------- | ----- | ----- |
| Partito Popolare Cristiano                                 | 1 165 239 | 19,34 | 43    |
| Partito per la Libertà e il Progresso                      | 776 871   | 12,89 | 28    |
| Partito Socialista (SP)                                    | 744 593   | 12,36 | 26    |
| Partito Socialista (PS)                                    | 733 137   | 12,17 | 35    |
| Unione Popolare                                            | 588 436   | 9,77  | 20    |
| Partito Riformatore Liberale                               | 480 380   | 7,97  | 24    |
| Partito Social-Cristiano                                   | 390 896   | 6,49  | 18    |
| Fronte Democratico dei Francofoni - Raggruppamento Vallone | 253 720   | 4,21  | 8     |
| Unione Democratica per il Rispetto del Lavoro              | 163 727   | 2,72  | 3     |
| Partito Comunista del Belgio                               | 138 978   | 2,31  | 2     |
| Agalev                                                     | 138 575   | 2,30  | 2     |
| Ecolo                                                      | 132 312   | 2,20  | 2     |
| Blocco Fiammingo                                           | 66 424    | 1,10  | 1     |
| Partito del Lavoro del Belgio                              | 45 804    | 0,76  | –     |
| PSC/CSP                                                    | 39 961    | 0,66  | –     |
| Partito Riformatore Liberale - Pff                         | 35 925    | 0,60  | –     |
| PS/SP (Liège)                                              | 31 784    | 0,53  | –     |
| Wallon                                                     | 31 061    | 0,52  | –     |
| Ecolo                                                      | 10 946    | 0,18  | –     |
| Partito dei Belgi Germanofoni                              | 8 397     | 0,14  | –     |
| Ral                                                        | 7 110     | 0,12  | –     |
| Ecolos                                                     | 5 858     | 0,10  | –     |
| Altri <0,10%                                               | 34 893    | 0,58  | –     |
| Totale                                                     | 6 025 027 | 100   | 212   |

- Risultano da una sommatoria i voti delle liste di seguito indicate.

1. Unione Democratica per il Rispetto del Lavoro: UDRT/RAD (130.526 voti), RAD (28.661 voti); UDRT (4.540 voti).
2. Partito Comunista del Belgio: PCB (72.357 voti), KPB (38.729 voti), KPB/PCB (27.892 voti)
3. Partito del Lavoro del Belgio: PVDA (40.446 voti), PVDA/PTB (2.898 voti), PTB (2.460 voti).

### Senato
| Liste                                                      | Voti      | %     | Seggi |
| ---------------------------------------------------------- | --------- | ----- | ----- |
| Partito Popolare Cristiano                                 | 1 149 353 | 19,26 | 22    |
| Partito per la Libertà e il Progresso                      | 781 137   | 13,09 | 14    |
| Partito Socialista (PS)                                    | 755 512   | 12,66 | 18    |
| Partito Socialista (SP)                                    | 732 126   | 12,27 | 13    |
| Unione Popolare                                            | 587 002   | 9,84  | 10    |
| Partito Riformatore Liberale                               | 515 868   | 8,64  | 11    |
| Partito Social-Cristiano                                   | 414 733   | 6,95  | 8     |
| Fronte Democratico dei Francofoni - Raggruppamento Vallone | 255 727   | 4,28  | 4     |
| Unione Democratica per il Rispetto del Lavoro              | 164 131   | 2,75  | 1     |
| Ecolo                                                      | 153 989   | 2,58  | 3     |
| Partito Comunista del Belgio                               | 140 577   | 2,36  | 1     |
| Agalev                                                     | 121 016   | 2,03  | 1     |
| Blocco Fiammingo                                           | 71 733    | 1,20  | –     |
| Partito del Lavoro del Belgio (PTB/PVDA)                   | 49 577    | 0,83  | –     |
| Wallon                                                     | 30 632    | 0,51  | –     |
| Lega Rivoluzionaria dei Lavoratori (LRT/RAL)               | 14 344    | 0,24  | –     |
| Partito dei Belgi Germanofoni                              | 8 770     | 0,15  | –     |
| Altri <0,10%                                               | 22 202    | 0,37  | –     |
| Totale                                                     | 5 968 429 | 100   | 106   |

- Deriva da una sommatoria il risultato della Lega Rivoluzionaria dei Lavoratori: 8.450 voti RAL; 5.894 LRT - Per il Socialismo.